# Hermann Goetz
Pour les articles homonymes, voir Goetz.
Hermann Gustav Goetz (Königsberg en province de Prusse-Orientale, 7 décembre 1840 – Hottingen, actuellement un quartier de Zurich, Suisse, 3 décembre 1876), est un compositeur, pianiste et organiste prussien.

## Biographie
Hermann Goetz s'initie à la musique grâce aux nombreux concerts organisés dans sa ville natale, où il commence à apprendre le piano en 1857 auprès de Louis Köhler (en). En 1860, il entre au Conservatoire Stern de Berlin, où il apprend la direction d'orchestre avec Julius Stern (directeur et fondateur du l'institution), la composition avec Hugo Ulrich et le piano avec Hans von Bülow. 
Diplômé en 1862, il obtient un poste d'organiste (il pratiquait l'orgue en autodidacte) à Winterthour (Suisse) en 1863, où il donne également des cours de piano et des concerts comme pianiste (en soliste ou comme chambriste). Bientôt, il se produit comme interprète à Bâle (Suisse) — où il joue notamment son trio avec piano opus 1 de 1863 et son deuxième concerto pour piano op. 18 de 1867 — et à Zurich, entre autres comme soliste avec l'Orchestre de la Tonhalle. Il s'établit dans cette dernière ville en 1870, tout en poursuivant ses activités à Winterthur jusqu'en 1872, année où une tuberculose de plus en plus pressante, contractée dans sa jeunesse, l'oblige à y renoncer. Il continue néanmoins sa carrière de pianiste à Bâle et Zurich jusqu'en 1875, la maladie le contraignant alors à se consacrer exclusivement à la composition. Au moment où il meurt, fin 1876 (à quelques jours de ses 36 ans, soit au même âge que Wolfgang Amadeus Mozart), il laisse quasiment achevé son second opéra, Francesca da Rimini. Sa musique (influencée par Mozart, Felix Mendelssohn et, dans une moindre mesure, Robert Schumann) tombe ensuite dans un relatif oubli — malgré l'intérêt que lui porta Gustav Mahler — avant d'être redécouverte à partir des années 1990.
Outre deux opéras, on lui doit des pièces pour piano, pour orgue, de la musique de chambre, deux concertos pour piano et un pour violon, deux symphonies (dont une ne subsistant qu'à l'état fragmentaire), des mélodies, ainsi que diverses œuvres chorales.

## Œuvres (sélection)

### Pièces pour piano
- 1856 : Sonate à 4 mains en ré majeur sans numéro d'opus ;
- 1861 : Fantaisie en ré mineur sans numéro d'opus ;
- 1865 : Sonate à 4 mains en sol mineur op. 17 ;
- 1869 : 9 Lose Blätter op. 7 ;
- 1871 : 2 sonatines op. 8 ;
- 1876 : 6 Genrebilder op. 13.

### Musique de chambre
- 1861 : Ballade pour violon, violoncelle et piano sans numéro d'opus ;
- 1863 : Trio avec piano en sol mineur op. 1 ; Drei Leichte Stücke (3 pièces faciles) pour violon et piano op. 2 ;
- 1866 : Quatuor à cordes en si-bémol majeur sans numéro d'opus ;
- 1867 : Quatuor avec piano en mi majeur op. 6
- 1874 : Quintette avec piano en ut mineur op. 16.

### Œuvres pour orchestre
- 1861 : Concerto no 1 pour piano en mi-bémol majeur sans numéro d'opus ;
- 1864 : Frühlingsouvertüre (Ouverture Le printemps) op. 15 ;
- 1867 : Concerto no 2 pour piano en si-bémol majeur op. 18 ;
- 1868 : Concerto pour violon en sol majeur op. 22 ;
- 1873 : Symphonie en fa majeur op. 9.

### Mélodies pour voix et piano
- 1861 : 3 mélodies op. 3 ;
- 1863 : 6 mélodies op. 19 ; 7 mélodies op. 21 (pour quatuor vocal) ;
- 1869 : 3 mélodies op. 5 ;
- 1876 : 6 mélodies op. 12 (pour soprano ou ténor).

### Œuvres avec chœurs
- 1863 : 4 pièces pour chœur d'hommes a cappella op. 20 ;
- 1864 : Psaume 137 pour soli, chœurs et orchestre op. 14 ;
- 1865 : Salve Regina pour chœurs a cappella sans numéro d'opus ;
- 1866 : Schneewittchen pour soli, chœurs et orchestre sans numéro d'opus ;
- 1873 : Der Widerspenstigen Zähmung, opéra sans numéro d'opus, d'après La Mégère apprivoisée (The Taming of the Shrew) de William Shakespeare ;
- 1874 : Nänie, pour chœurs et orchestre op. 10, sur un poème de Friedrich von Schiller ; Es liegt so abendstill der See, pour soprano, ténor, chœur d'hommes et orchestre op. 11 ;
- 1876 : Francesca da Rimini, opéra sans numéro d'opus (achevé par Ernst Frank en 1877).